# La sculacciata
La sculacciata è un film del 1974 diretto da Pasquale Festa Campanile.
Il soggetto è tratto dalla commedia Neurotandem (1968) di Silvano Ambrogi.

## Trama
Una coppia in crisi, Carlo e Elena Amatriciani, con problemi sessuali dovuti alla perdita di virilità del marito, cerca espedienti erotici per ritrovare la complicità e l'intesa. Tali tentativi non portano alcun beneficio, e alla fine la moglie tenta il suicidio; in seguito a questo, il marito ritrova la sua virilità e di conseguenza anche il matrimonio ne trarrà beneficio.

## Accoglienza

### Critica
«non mancano spunti di satira... ma la trama è debole» *½ 